# Nicht dran denken
Nicht dran denken (Originaltitel: Non pensarci) ist eine italienische Filmkomödie des Regisseurs Gianni Zanasi aus dem Jahr 2007.
Nach der Präsentation auf verschiedenen internationalen Filmfestivals im Herbst und Winter 2007 gelangte der Film ab Frühjahr 2008 in mehreren europäischen Ländern sowie in Australien in den Verleih. In Deutschland wurde er ab 21. August, in Österreich ab 22. August in Kinos gezeigt.

## Handlung
Stefano Nardini, alternder Punkmusiker in Rom, nimmt eine unangekündigte Auszeit bei seiner lange nicht mehr besuchten Familie in Rimini. Dort wird er herzlich empfangen, stellt jedoch Veränderungen fest: Stefanos Schwester Michela hat ihr Studium zugunsten eines Jobs in einem Delfinarium abgebrochen. Ihr Vater Walter hat die Führung der familieneigenen Konservenfabrik komplett auf Stefanos Bruder Alberto übertragen, der diese jedoch von seiner Familie unbemerkt im Gefolge seiner Scheidung an den Rand des Ruins geführt hat. Stefano wird unfreiwillig zur Problemlösung involviert.
Die drei Geschwister versuchen, (frühere) Bekannte – den Direktor der örtlichen Bank, den regionalen Gewerkschaftsführer und den aufstrebenden Jungpolitiker Paolo Guidi – zur Hilfe zu bewegen, scheitern jedoch an deren Unwille oder, im Fall Guidis, an dessen offenbarter Machtlosigkeit. Parallel dazu sucht Alberto Trost bei der ihm als Cousine seines Freundes Carlo vorgestellten Nadine, einem Callgirl. Er verliebt sich in sie und plant, selbst nachdem er von ihrem Beruf und den Umständen ihres Kennenlernens erfahren hat, gar, sie zu heiraten. Michela und Paolo Guidi nehmen während der Versuche, das Nardini-Familienunternehmen zu retten, ihre frühere, geheim gehaltene Beziehung wieder auf.
Walter Nardini, der sich unbemerkt von seinen Kindern über die Lage des Unternehmens informiert, arrangiert währenddessen beiläufig auf dem Golfplatz mögliche finanzielle Unterstützung. Er legt Stefano nahe, seine eigenen Pläne fortzuführen und nach Rom zurückzukehren. Stefano verlässt Rimini, die weitere Entwicklung seiner Musikkarriere und des Familienunternehmens bleiben im Film jedoch offen.

## Kritik und Rezeption
Nicht dran denken erhielt in deutschsprachigen Medien überwiegend positive Kritiken. So nennt Die Presse den Film „einen kleinen Lichtblick im zuletzt eher dunklen Reich der italienischen Filmkomödie“, während Der Standard von einer „angenehme[n] Überraschung, ein[em] freundliche[n] Film“ spricht. In der Kritik des Deutschlandradios ist Nicht dran denken „kein großer, aber ein durchaus sympathischer Film“, für die Frankfurter Rundschau der Beweis, „dass Familienkomödien der Gipfel der Kunst sein können, wenn sie nicht vom deutschen Fernsehen produziert werden“. Die Berliner Morgenpost konstatiert dem Film eine „feine Mischung aus Slapstick, Melancholie und einem wunderbar selbstironischen Hauptdarsteller“.

## Auszeichnungen
- Internationale Filmfestspiele von Venedig 2007: FEDIC-Auszeichnung, Pasinetti-Auszeichnung „Bester Film“, Young Talent Award
- Preis der italienischen Filmkritik (F.I.C.C.) 2007
- Festival du Cinéma Italien d’Annecy 2007: Sergio Leone-Auszeichnung
- Bozner Filmtage 2008: Bester Spielfilm